# Наріманов Микола Порісламович
Микола Порісламович Наріманов (рос. Николай Порисламович Нариманов; нар. 10 квітня 1958, Свердловськ, СРСР) — радянський хокеїст, нападник.

## Спортивна кар'єра
Вихованець свердловської хокейної школи. В сезоні 1975/76 дебютував у складі місцевого «Автомобіліста», який виступав у першій лізі. У ворота суперників закинув сім шайб. На військову службу був призваний до лав хокейної команди ЦСКА. У провідній команді країни того часу було достатньо нападників екстра-класу і Наріманов за півтора року виходив на хокейний майданчик у семи матчах. У середині сезону 1977/78 був переведений до ленінградського СКА. За команду з берегів Неви провів вісім поєдинків, закинув дві шайби.
Після демобілізації повернувся до Свердловська. За «Автомобіліст» виступав два роки, відразу став гравцем основного складу. У другому сезоні Микола Наріманов став найкращим бомбардиром клубу, але в підсумку свердловчани посіли останнє місце і вилитіли до першої ліги. За «Автомобіліст» у вищій лізі провів 85 матчів, закинув 41 шайбу, зробив 29 результативних передач.
Разом з Олександром Куликовим отримав запрошення продовжити ігрову кар'єру в «Соколі». Протягом усього часу був основним гравцем київського клубу. Високотехнічний гравець, постійно націлений на ворота суперників. Вніс вагомий внесок у здобуття бронзових медалей чемпіонату 1984/85. Увійшов до трійки найрезультативніших гравців лиги: у Хельмута Балдеріса — 31 закинута шайба, а в Сергія Макарова і Миколи Наріманова — по 26. За «Сокіл» виступав до 1989 року, провів 363 матчі, закинув 111 шайб, зробив 73 результативні передачі.
У складі молодіжної збірної СРСР двічі ставав чемпіоном світу (1977, 1978). На турнірах провів 14 матчів, закинув 6 шайб, зробив 6 результативних передач. Виступав за другу збірну Радянського Союзу.
З 1989 по 1999 рік виступав у Західній Європі. Захищав кольори німецьких клубів «Гамбург», «Фюссен», «Гальбронн», «Штутгарт» і італійського «Больцано». Всього в лігових змаганнях провів близько 800 матчів і забив у ворота суперників понад 500 голів.

## Досягнення
- Бронзовий призер чемпіонату СРСР (1): 1985
- Чемпіон світу серед молодіжних команд (2): 1977, 1978

## Статистика
Статистика виступів у чемпіонаті СРСР.
| Сезон                    | Команда                      | Ліга                     | І   | Г   | П   | 0   | Штр |
| ------------------------ | ---------------------------- | ------------------------ | --- | --- | --- | --- | --- |
| 1975/76                  | «Автомобіліст» (Свердловськ) | перша                    | 43  | 7   | 4   | 11  | 22  |
| 1976/77                  | ЦСКА (Москва)                | вища                     | 2   | 0   | 0   | 0   | 0   |
| 1977/78                  | ЦСКА (Москва)                | вища                     | 5   | 0   | 0   | 0   | 0   |
| 1977/78                  | СКА (Ленінград)              | вища                     | 8   | 2   | 1   | 3   | 2   |
| 1978/79                  | «Автомобіліст» (Свердловськ) | вища                     | 44  | 19  | 16  | 35  | 29  |
| 1979/80                  | «Автомобіліст» (Свердловськ) | вища                     | 41  | 22  | 13  | 35  | 26  |
| 1980/81                  | «Сокіл» (Київ)               | вища                     | 48  | 5   | 21  | 26  | 22  |
| 1981/82                  | «Сокіл» (Київ)               | вища                     | 52  | 15  | 11  | 26  | 20  |
| 1982/83                  | «Сокіл» (Київ)               | вища                     | 43  | 17  | 15  | 32  | 26  |
| 1983/84                  | «Сокіл» (Київ)               | вища                     | 43  | 11  | 6   | 17  | 38  |
| 1984/85                  | «Сокіл» (Київ)               | вища                     | 40  | 26  | 5   | 31  | 18  |
| 1985/86                  | «Сокіл» (Київ)               | вища                     | 35  | 15  | 8   | 23  | 12  |
| 1986/87                  | «Сокіл» (Київ)               | вища                     | 17  | 4   | 1   | 5   | 6   |
| 1986/87                  | ШВСМ (Київ)                  | друга                    | 32  | 12  | 3   | 15  | 34  |
| 1987/88                  | «Сокіл» (Київ)               | вища                     | 44  | 8   | 3   | 11  | 20  |
| 1988/89                  | «Сокіл» (Київ)               | вища                     | 41  | 10  | 3   | 13  | 12  |
| Усього у вищій лізі СРСР | Усього у вищій лізі СРСР     | Усього у вищій лізі СРСР | 463 | 154 | 103 | 257 | 231 |

На молодіжних чемпіонатах світу.
| Рік  | Команда          | Турнір | І | Г | П | 0 | Штр |
| ---- | ---------------- | ------ | - | - | - | - | --- |
| 1977 | СРСР (молодіжна) | МЧС    | 7 | 2 | 4 | 6 | 8   |
| 1978 | СРСР (молодіжна) | МЧС    | 7 | 4 | 2 | 6 | 16  |